# Cantonul La Souterraine
Cantonul La Souterraine este un canton din arondismentul Guéret, departamentul Creuse, regiunea Limousin, Franța.

## Comune
| Comune                       | Populație (1999) | Cod poștal | Cod INSEE |
| ---------------------------- | ---------------- | ---------- | --------- |
| Azerables                    | 864              | 23160      | 23015     |
| Bazelat                      | 284              | 23160      | 23018     |
| Noth                         | 517              | 23300      | 23143     |
| La Souterraine               | 5 375            | 23300      | 23176     |
| Saint-Agnant-de-Versillat    | 1 124            | 23300      | 23177     |
| Saint-Germain-Beaupré        | 391              | 23160      | 23199     |
| Saint-Léger-Bridereix        | 190              | 23300      | 23207     |
| Saint-Maurice-la-Souterraine | 1 183            | 23300      | 23219     |
| Saint-Priest-la-Feuille      | 671              | 23300      | 23235     |
| Vareilles                    | 291              | 23300      | 23258     |